# Greshamův zákon
Greshamův zákon je ekonomický zákon poprvé definovaný v šestnáctém století sirem Thomasem Greshamem, anglickým finančníkem a obchodníkem. Tvrdí, že „špatné peníze vytlačují dobré“, což řekl v době, kdy se jako platidlo užívaly mince z drahých kovů, které bylo jednodušší falšovat. Princip je stále ale velice dobře aplikovatelný do moderního světa.

## Zákon
Zákon byl formulován ve viktoriánské Anglii. V tehdejší době šlo o koloběh mincí z drahých kovů a jejich náhražek. V oběhu byly oba druhy. Při směnách peněz docházelo k velice charakteristickému jevu, a to k hromadění mincí z drahých kovů lidmi, kteří posléze pouštěli dále do oběhu padělané, nekvalitní, mince. Thomas Gresham to nazval „vytlačování dobrých peněz špatnými“. Greshamův zákon tedy mluví o procesu, ve kterém je určitá kvalitní komodita na trhu nahrazována její nekvalitní náhražkou.

### Historie zákona
Do 19. století neměl zákon formální pojmenování, až v 19. století ho skotský ekonom Henry Dunning Macleod přisoudil právě Greshamovi. Tento jev byl ale zaznamenán již dříve před Greshamen. Ve 14. století ho nejdříve popsal Mikuláš Oresme a v roce 1519 ho popsal ještě Mikuláš Koperník v pojetí Monetae cudendae ratio, kde napsal: „špatná (znehodnocená) mince vyhání dobrou (neupravenou) minci z oběhu“. A pravděpodobně nejstarší zmínka je v Aristofanově díle Žáby.
Sám Gresham tento zákon poprvé popsal královně Alžbětě v roce 1558, kdy po „Velkém znehodnocení“ Jindřichem VIII. klesla hodnota stříbrných mincí pouze na malý zlomek toho, jaká byla jejich hodnota za Jindřicha VII.

### Teorie
Mince byly vyráběny ze zlata, stříbra a dalších drahých kovů, což jim dalo jejich hodnotu. Postupně se počet drahých kovů, které se používaly k vyhotovení mincí, snížily, protože kovy byly hodnotnější více samy o sobě, než kdyby se rozlévaly do samotných mincí. Vzhledem k tomu, že hodnota kovu ve starých mincích byla vyšší než nominální hodnota mince, lidé by mince roztavili a prodávali kov. Nové mince s menším obsahem drahého kovu by byly považovány za „nadhodnocené“, a tudíž by byly vynaloženy v transakcích, zatímco staré mince by se staly „podhodnocenými“ – a proto by hromadný efekt vyháněl „dobré peníze“ z oběhu.

### „Sofistikovanější verze zákona“
Ne všichni zastánci platnosti Greshamova zákona by však nejspíše souhlasili se jeho výše uvedeným, jednoduchým zněním. Záležet totiž může na více proměnných – teze tedy v obměněné verzi zní: „Špatné peníze vytlačují dobré pouze pokud jsou směnitelné s jinými měnami ve fixně vázaném poměru.“ Až pokud je totiž tato podmínka splněna a tržní hodnota mince je tedy shodná nezávisle na své materiální kvalitě, vyplatí se minci uschovat a prodat ji později za cenu její „skutečné“ vnitřní hodnoty, nikoliv za cenu nominální.

### Aplikace zákona
Zákon se dá aplikovat na různá odvětví. Lze to použít na jakoukoliv situaci, kdy se skutečná hodnota něčeho výrazně liší od hodnoty, kterou lidé musí přijmout, kvůli různým faktorům, např. nedostatek informací nebo vládní vyhláška. Jedna z takových situací je, že ojetá auta vytlačí z trhu kvalitní auta (podobně jako špatné peníze vytlačí dobré peníze). Prodejci jsou finančně motivováni a dokážou prodat ojeté auto za cenu kvalitního auta, díky tomu je složité koupit si auto za přiměřenou cenu. Jediný, kdo pozná, že cena je nespravedlivá, je prodejce. To je rozdíl oproti špatným a dobrým penězům, kdy pravděpodobně rozdíl pozná prodejce i kupující.
Antropolog Gregory Bateson Greshamův zákon aplikoval i v kulturním vývoji. Podle něho vždy zjednodušené myšlenky budou vytlačovat ty sofistikované a vulgarismus bude vytlačovat krásu, ale i přesto krása přetrvává. Bývalý americký viceprezident Spiro Agnew Greshamův zákon použil k popisu amerických zpravodajských médií, když řekl, že „špatné zprávy vytlačují ty dobré“.

## Opak Greshamova zákona (Thiersův zákon)
Rolnick a Weber ve svém článku z roku 1986 argumentují, že špatné peníze vedou spíše k dobrým penězům namísto toho, aby ty dobré vyhnaly z oběhu. Nicméně opomenuli vliv legislativy zákonného platidla, která vyžaduje, aby lidé přijímali oba druhy měny tak, jako by měly stejnou hodnotu.
Příkladem může být „dolarizace“, která proběhla v několika zemích, Greshamův zákon v těchto případech však funguje opačně. Adam Ferguson poukázal na to, že v roce 1923 při velké inflaci ve Výmarské republice začal Greshamův zákon taktéž fungovat opačně. Peníze se díky inflaci staly tak bezcenné, že je nikdo nevyužíval jako platidlo, mnohem více se využíval tzv. barterový obchod. Podobnou situaci lze pozorovat i u Zimbabwe, kde v roce 2009 začala probíhat hyperinflace.
Neplatnost zákona však lze pozorovat nejen při „dolarizaci“, nýbrž i při procesu opačném. Například na přelomu 18. a 19. století se ve Spojených státech amerických začal objevovat kromě amerického dolaru také tzv. „španělský dolar“, obsahující více stříbra než originál. Tyto mince se však staly velice oblíbenými a ještě kolem roku 1830 tvořily přes 20 procent hodnoty oběžných platidel napříč USA.
Tyto příklady ukazují, že při neexistenci účinného zákonného opatření funguje Greshamův zákon naopak. Pokud se lidé mohou rozhodnout, s jakou měnou budou obchodovat, zvolí totiž tu, která má dlouhodobě nejvyšší tržní hodnotu. Nicméně pokud by občané neměli možnost volby a vyžadovalo by se přijetí všech druhů peněz, dobrých i špatných, občané by se logicky peníze s větší hodnotou rozhodli uchovat pro budoucí zhodnocení a peníze s nižší hodnotou využívat jako platidlo.
Stručně řečeno, v případě absence zákonného opatření by obchodník nepřijal špatnou měnu, přijal by pouze tu, která má hodnotu (obsah cenného kovu atp.). Ale jelikož zákonná opatření existují, platí Greshamův zákon, kdy kupující využívá peněz s nejnižší hodnotou komodity, protože prodejce musí přijmout peníze v jejich nominální hodnotě. Opak Greshamova zákona, tedy že dobré peníze vytlačují špatné peníze vždy, když se špatné peníze stávají téměř bezcennými, byl na počest francouzského politika a historika Adolpha Thierse pojmenován „Thiersův zákon“.

### Příklady
V Kanadě a USA byly stříbrné mince používány do přelomu 60. a 70. let., jejich používání začalo být omezováno roku 1965, kdy byl přijat tzv. Coinage Act 1965. V těchto státech došlo k znehodnocení mincí tím, že se k jejich výrobě začaly používat levnější kovy, díky nimž se zvýšila výroba nových, méně hodnotných mincí. Stříbrné mince velmi rychle zmizely z oběhu, jelikož si je občané uchovávali z důvodů velmi prostých – obsah cenného kovu měl vyšší hodnotu. Došlo tím k devalvaci nových mincí, které občané i nadále využívají k běžným transakcím. V pozdních 70. letech došlo k pokusu zastavit celosvětový trh se stříbrem, nicméně tento pokus selhal. Dokonce se cena stříbra vyšplhala vysoko nad historické hodnoty a stahování stříbrných mincí z oběhu občany se ještě zintenzivnilo. Stejný proces můžeme pozorovat i dnes, například u měděných penny ve Spojeném království nebo u mincí s obsahem oceli v Indii.